# Пресіденте-Перон
Округ Пресіденте-Перон (ісп. Presidente Perón) — адміністративно-територіальна одиниця 2-ого рівня у провінції Буенос-Айрес в центральній Аргентині. Адміністративний центр округу — Герніка (ісп. Guernica).
Населення округу становить 81141 особу (2010). Площа — 121 кв. км.

## Історія
Округ заснований у 1993 році. Названий не честь президента Аргентини Хуана Перона.

## Населення
У 2010 році населення становило 81141 особу. З них чоловіків — 40250, жінок — 40891.

## Політика
Округ належить до 3-ого виборчого сектору провінції Буенос-Айрес.